# 謬沙
謬沙是古代缅甸王室和贵族的高级头衔和职位。根据王朝时期的不同，存在不同类型的謬沙。一些謬沙拥有广泛的行政权力，而另一些謬沙只拥有名义上的头衔并拥有在其领土内征税的权利，但没有政治权力。在果敢地区历史上被译为“茅扎”。

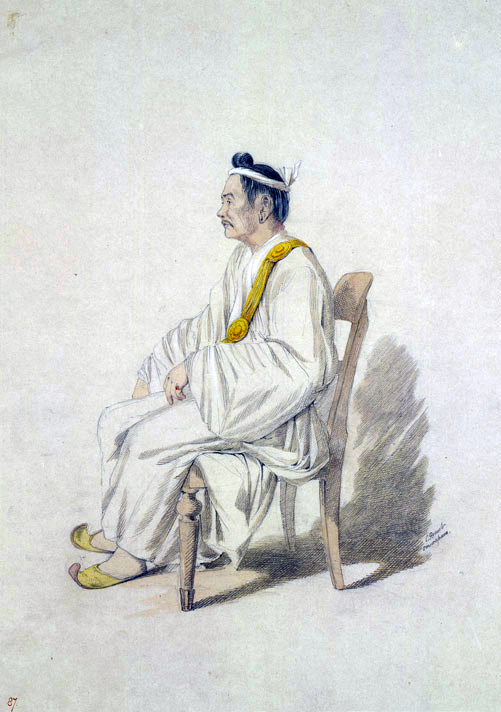
一副典型的謬沙插画，绘制于英属时期

## 历史
君主拥有绝对权力，掌控着王国的一切，君主之下的皇后、王子、公主、王亲、贵族、大臣、朝廷官员则占有代表特定地区的城镇，并收取城镇或村庄的税收。

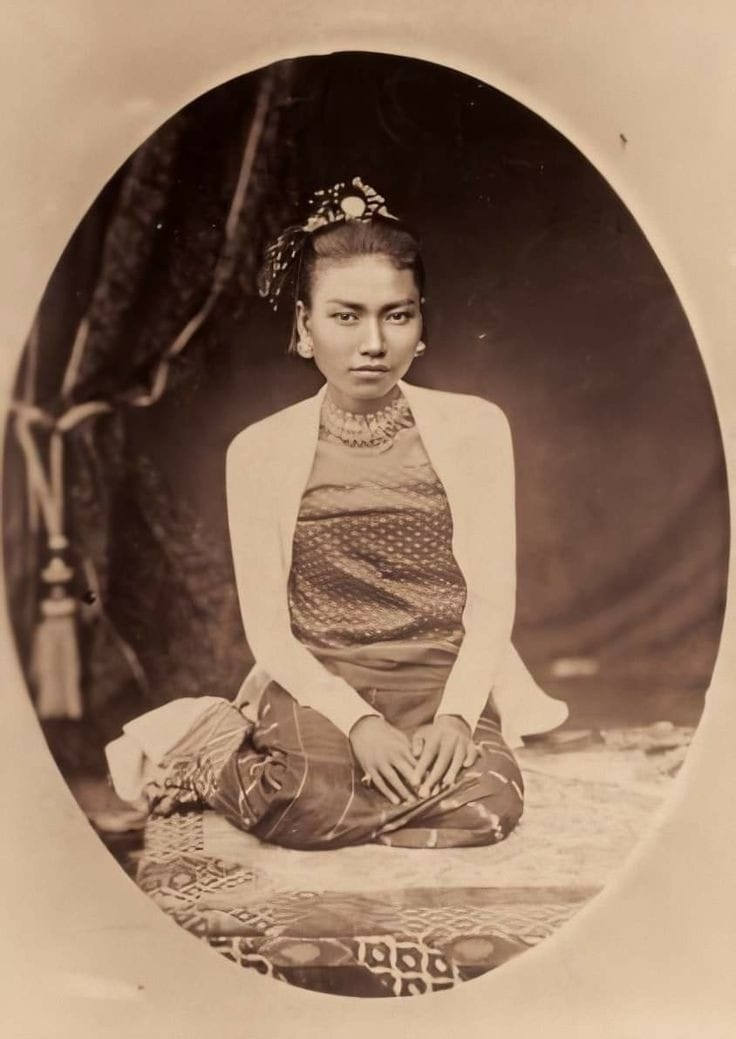
苏帕雅莱王后在青年时期是妙当的謬沙

自蒲甘王朝以来，每个王室成员都获得了“謬沙”的头衔，字面意思是“食邑者”或“城主”，可能等价于西方“公爵”的头衔。每个王室成员都被授予至少一块领土的所有权，他们主要通过各自的领地获得认证。例如，缅甸最后一位国王锡袍国王因其王储时期的封地锡袍（位于掸邦，今译“昔卜”）而闻名。
在贡榜王朝时期，第四级的王后被称为“謬沙弥巴雅”（“镇主之后”）或“育瓦沙弥巴雅”（“村主之后”）。他们拥有特定城镇或村庄的所有权，并通过其财产的名称来识别。例如，拥有Tharazein的女王被称为Tharazein Mibaya。
根据等级，王室和贵族必须拥有城镇。君主的幼子以及初级官员和不知名贵族在村庄一级拥有土地。謬沙的头衔并非王室和宫廷官员独有；受宠的宫廷艺人或仆人（如宫廷女官）也可以拥有。例如，苏帕雅莱王后的宫廷女官钦盛被授予德瓦贡村的封地。同样，宫廷舞者因多玛黎被授予因多的作为其封地。
掸邦是缅甸君主的附庸国，因此掸邦并未正式使用“謬沙”头衔。相反，掸邦酋长有三个公认的等级，得到了缅甸国王和后来的英国政府的认可：一是绍帕（掸语中意为国王），二是謬沙，三是桂昆木（银税长官）。